# Heinz Forker
Heinz Forker (* 4. September 1912; † 18. März 1980) war ein deutscher Tubist. Er war ein Schüler von Kurt Kretschmer.
Von 1927 bis 1929 besuchte er das Konservatorium Dresden. 1932 legte er seine Reifeprüfung an der Dresdner Orchesterschule ab. Ab 1933 war er als freischaffender Unterhaltungsmusiker tätig.
Von 1934 bis 1950 war Heinz Forker Mitglied der Sächsischen Staatskapelle Dresden. 1950 folgte ein Engagement an die Staatsoper Berlin. Ab 1951 spielte er erneut in der Sächsischen Staatskapelle Dresden. Im Jahr 1943 übernahm er eine Stelle als Lehrbeauftragter an der Hochschule für Musik Dresden und ab 1967 an der Wiener Staatsakademie.
Die Dirigenten Herbert von Karajan und Hans Knappertsbusch bezeichneten ihn als „Weltmeister“ der Tuba.